# San Antonio (Belén)
San Antonio es el distrito primero y ciudad cabecera del cantón de Belén, en la provincia de Heredia, de Costa Rica.

## Historia
La fundación de lo que actualmente corresponde a ciudad San Antonio, fue efectuada por las familias de los señores Santiago González, Antonio Murillo y José Santos Moya; los dos primeros heredianos y el tercero cartaginés.
A principios del siglo XIX existía una ermita con advocación a la Virgen de la Asunción; la cual fue construida por indígenas y españoles residentes en el lugar. La primera ermita de San Antonio se construyó en 1856, y fue bendecida seis años después. Durante el episcopado de Monseñor don Joaquín Anselmo Llorente y La Fuente primer Obispo de Costa Rica, en el año 1867, se erigió la Parroquia, dedicada al Patrono San Antonio; la cual actualmente es sufragánea de la Diócesis de Alajuela, de la provincia Eclesiástica de Costa Rica.
En 1800 la municipalidad de Heredia aparece financiando la existencia de una escuela en la región. En 1919 se inauguró un colegio de las Hermanas Salesianas, con el nombre de Benedicto XV, que tuvo una corta existencia de apenas cinco años, debido a la falta de recursos para mantener sus actividades docentes. La Municipalidad de Belén con el propósito de edificar una nueva escuela, nombró como Presidente de la Junta de Educación al ciudadano español don Francisco Vidarroeta Lerdo de Tejada, quien trabajó activamente junto con el vecindario logrando concluir la primera parte de la construcción en 1920; la cual quedó totalmente concluida en 1929, en la segunda administración de don Cleto González Víquez (1928-1932). No quiso don Francisco que se pusiera su nombre a la nueva escuela, por lo que pidió que se le diera el de su país de origen, España, y así se hizo.
El desarrollo de la población se inició a partir de 1843, cuando se comenzó la activa exportación de café a los mercados europeos y se planteó la necesidad de construir una adecuada vía de comunicación terrestre entre ciudad San José y el puerto de Puntarenas, cuyo trazado pasó por este territorio. Por ello, el aspecto de San Antonio es de un asentamiento, con orientación de este a oeste, a lo largo del camino principal. Fue así como este poblado se convirtió en uno de los lugares obligados de descanso, para los carreteros que transportaban el grano de oro al puerto del Pacífico y traían de regreso otros productos que se importaban en esa época.
La Municipalidad de Heredia para cumplir con lo dispuesto en el artículo doce de ley n.º 36 de 7 de diciembre de 1848, se reunió extraordinariamente tres días después, a fin de establecer los distritos parroquiales del cantón, disponiendo que San Antonio y San Francisco conformaran el distrito quinto de Heredia. En 1858 ya se conocía el sector Occidental de La Asunción como barrio San Antonio. En la demarcación de los distritos parroquiales de la provincia de Heredia, publicada en la Gaceta Oficial, el 30 de noviembre de 1862, San Antonio junto con San Joaquín, aparecen como sexto del cantón Heredia.
En el gobierno de don Ascensión Esquivel Ibarra, en 1905, se iniciaron los trabajos de la construcción de la cañería para el distrito. Obra que fue inaugurada en la primera administración de don Cleto González Víquez (1906-1910).
En ley n.º 15 de 8 de junio de 1907, en la gestión ejecutiva de don Cleto se le otorgó el título de Villa a la población de San Antonio, cabecera del cantón creado en esa oportunidad. Posteriormente, en ley n.º 4574 de 4 de mayo de 1970, se promulgó el Código Municipal, que en su artículo 3°, le confirió a la villa la categoría de Ciudad, por ser cabecera de cantón.
El 15 de julio de 1915 se llevó a cabo la primera sesión del Concejo de Belén, integrado por los regidores señores Esteban Murillo Moya, Presidente, Fermín González Murillo, Vicepresidente; y Fidel Chaves Murillo, Fiscal. El Secretario Municipal fue don Nereo Zumbado Villanea y el Jefe Político fue don José Murillo Alfaro. Al año siguiente se inauguró el primer edificio municipal, en la propiedad adquirida a doña Carolina de Astúa.
Como se indicó, originalmente el territorio actual del cantón se conoció como Potrerillo o Potrerillos, luego como barrio de La Asunción; actualmente uno de los distritos del cantón, hasta que finalmente, el sitio que se estableció al oeste del anterior barrio, empezó a conocerse, al inicio como barrio y después como distrito San Antonio.

## Ubicación
Ubicado a 10 km al oeste de Heredia.

## Geografía
San Antonio cuenta con un área de 3,56 km² y una altitud media de 912 m s. n. m.

## Demografía
Para el año 2022, San Antonio cuenta con una población estimada de 11 784 habitantes, y para el último censo efectuado, en 2011, San Antonio contaba con una población de 9942 habitantes.

## Localidades
- Barrios: Chompipes (parte), Escobal, Labores (parte), San Vicente, Zaiquí, San Isidro, Calle Flores.

## Transporte

### Carreteras
Al distrito lo atraviesan las siguientes rutas nacionales de carretera:
- Ruta nacional 111
- Ruta nacional 122

### Ferrocarril
El Tren Interurbano administrado por el Instituto Costarricense de Ferrocarriles, atraviesa este distrito.